# Трубецкой, Владимир Владимирович
Князь Влади́мир Влади́мирович Трубецко́й (18 ноября 1868 — 30 июня 1931) — русский контр-адмирал, участник русско-японской и Первой мировой войн.

## Биография
Родом из дворян Таврической губернии. Сын князя Владимира Васильевича Трубецкого (1825—1904) от его брака с дочерью варшавского банкира Елизаветой Маврикиевнор Кониар (1834—1911), сестрой М.М.Кониара. По отцу внук сенатора князя В. С. Трубецкого. Родился в Ялте, крещен 19 ноября 1868 года Храме Святого Иоанна Златоуста при восприемстве двоюродного брата Николая Алексеевича Столыпина.
В 21 год, в 1891 году, окончил Морской корпус, произведён в мичманы, в 1892 году переведён в Сибирскую флотилию, служил во Владивостоке вахтенным офицером на шхуне «Ермак», затем в той же должности на канонерской лодке «Сивуч», крейсере «Забияка». В 1894 году занимал должность флаг-офицера командующего Владивостокского порта, с 1895 года вновь вахтенный офицер — на крейсере «Адмирал Нахимов» во время его вояжа по дальневосточным портам, затем — на крейсере «Джигит» (поход в Карибское море, 1898—1899 годы, награждён орденом св. Станислава 3-й степени), затем переведён на Балтику вахтенным офицером на императорскую яхту «Штандарт». В 1896 году произведён в лейтенанты. В 1903—1904 годах проходит обучение в Военно-морской академии, после которой служил на миноносце № 115, вахтенным начальником на крейсере «Изумруд».
В 1904 году Владимир Владимирович принял командование подводной лодкой «Сом», которая была принята в строй на Балтике, после чего была перевезена во Владивосток по железной дороге специальным эшелоном совместно с подводной лодкой «Дельфин». «Сом» под командованием Трубецкого участвовал в русско-японской войне. 9—19 августа 1906 года князь Трубецкой совершил свой последний поход в качестве командира «Сома», так как вскоре после этого командование примет решение о переводе офицера на Балтику на надводные корабли для поправки здоровья.
В 1908—1909 годах В. В. Трубецкой командовал эсминцем «Сильный», в 1909—1912 годах эсминцем Балтийского флота «Донской казак». С 1912 года служил на Черноморском флоте командиром дивизиона миноносцев. 14 апреля 1913 года произведён в чин капитана 1-го ранга.
В первой мировой войне Трубецкой командовал 1-м дивизионом эскадренных миноносцев Черноморского флота. В морском бою 16 (29) октября 1914 года у Севастополя ради спасения минного заградителя «Прут» вывел свой дивизион в дерзкую (а по мнению многих современников, практически в самоубийственную) атаку на германский линейный крейсер «Гёбен» (флаг командира дивизиона на эсминце «Лейтенант Пущин», за ним атаковали «Жаркий» и «Живучий»), которая была отбита огнём «Гёбена». «Лейтенант Пущин» получил три прямых попадания тяжелыми снарядами, понёс потери в экипаже, но сумел вернуться в Севастополь.
29 марта 1916 - 3 августа 1916 года командовал флагманом флота линкором «Императрица Мария». В августе 1916 года был представлен вице-адмиралом А. В. Колчаком в начальники Минной бригады Черноморского флота, в качестве которого Владимир Владимирович принял участие в нескольких минных операциях и боях. 
«В кожаной походной куртке, в черной, как смоль, бороде, с Георгием в петлице и золотой трубкой в зубах, он гремел, как иерихонская труба (его так и прозвали трубой). Крепкое русское словцо не сходило с его языка. Жрец войны, морской казак и бреттер, с простреленной в дуэли головой, любитель шумной беседы у “мыса Доброй Надежды”, он был тем, в ком нуждалась война. Море и война были его стихией. Своими набегами на неприятельский берег он приобрел большую популярность у врага. Турки прозвали его “Шайтан-капитан”, и еще издали, завидев дымы, бросали все и с криком “Шайтан-капитан!” убегали в горы и леса.» 
С началом матросских бунтов, в 1917 году был отправлен для командования Балтийской морской дивизией, находившейся на Дунае.
Позже эмигрировал и жил в Париже.

## Семья
1-й брак — Елена Михайловна Трубецкая (урожд. Ону; 1870, Константинополь—1955, Париж), дочь дипломата М.К.Ону. Развелись в 1912 году.
Дети: 
- Кира Владимировна Трубецкая (1898, Кронштадт—1924, Париж)
- Ольга Владимировна Трубецкая (1900, Ялта—1947, Париж)
- Никита Владимирович Трубецкой (1902, Ялта—1980, Париж)

2-й брак — Мария Александровна Ковалевская, урожд. Ветринская (1885, Одесса—1968, Ганьи (Париж).  В эмиграции была членом Общества «Икона», участвовала в организации Рождественских праздников в Русском кадетском корпусе в Версале под Парижем, была председателем Объединения вдов морских офицеров при Морском союзе.

## Награды
Российской империи:
- Медаль «В память царствования императора Александра III» (1896)[7]
- Медаль «В память коронации Императора Николая II» (1898)[7]
- Орден Святого Станислава 3 степени (6 декабря 1898)[7]
- Орден Святой Анны 3 степени (6.12.1904)
- орден Святого Владимира 4 степени с бантом (22.09.1907)
- орден Святого Георгия 4 степени (1916)
- Георгиевское оружие (1915)

Иностранных государств:
- Орден Дракона Аннама офицерский крест (1894, Аннам)[7]
- Орден Почётного легиона кавалерский крест (1897, Третья Французская республика)[7]
- Орден Короны 3 степени (1901, королевство Пруссия)[7]
- Орден Даннеброг кавалерский крест (1901, королевство Дания)[7]
- Орден Чёрной звезды офицерский крест (1902, Третья Французская республика)[7]
- Орден Меджидие 3 степени (1903, Османская империя)[7]
- орден Бани 3 степени (1916, Великобритания).